# Établissement public à caractère scientifique, culturel et professionnel
Un établissement public à caractère scientifique, culturel et professionnel (EPSCP) est, en France, une catégorie particulière d'établissement public dont les règles constitutives sont fixées par le livre VII, partie législative, du code de l'éducation. Ce statut est spécialement adapté pour les établissements d'enseignement supérieur, il comprend donc les universités ainsi qu'une cinquantaine d’autres établissements parmi lesquels des écoles d'ingénieurs (voir la liste).

## Vue d’ensemble

### Histoire de la notion
La notion est issue de la loi du 12 novembre 1968 d’orientation de l’enseignement supérieur dite loi Faure, adoptée à la suite des événements de mai 1968. Dans ce texte, l’appellation retenue est celle d’établissement public à caractère scientifique et culturel. 
« Les universités sont des établissements publics à caractère scientifique et culturel, jouissant de la personnalité morale et de l'autonomie financière. » 
Les universités sont alors administrées par un conseil de l’université et dirigées par un président. Un conseil scientifique y est également prévu. 
La loi du 26 janvier 1984 sur l’enseignement supérieur dite loi Savary apporte plusieurs modifications au système. Elle prévoit que les différentes dispositions relatives à l’enseignement supérieur peuvent être étendues à d’autres ministères que celui de l’Éducation nationale. 
Le titre III de la même loi est consacré aux établissements publics à caractère scientifique, culturel et professionnel, mots ajoutés par la nouvelle loi. 
« Les établissements publics à caractère scientifique, culturel et professionnel sont des établissements nationaux d'enseignement supérieur et de recherche jouissant de la personnalité morale et de l'autonomie pédagogique et scientifique, administrative et financière. » De nouveaux types d’EPSCP sont créés : d’une part les écoles et instituts extérieurs aux universités, et d’autre part les écoles normales supérieures, les écoles françaises à l’étranger et les grands établissements. Pour ces derniers, la loi renvoie à des décrets en Conseil d'État les règles d’organisation et de fonctionnement, « dans le respect des principes d’autonomie et de démocratie ». Ils peuvent déroger aux articles définissant les EPSCP
Ce statut marque la volonté de la majorité de l’époque d’unifier le service public de l’enseignement supérieur, et ainsi de donner aux « écoles » les mêmes règles que les universités, mais dès le départ le particularisme de celles-ci se trouve renforcé. De plus, dans les années qui suivent, de nouvelles dérogations apparaissent, par exemple avec les universités de technologie qui, selon la loi sur l'enseignement professionnel de 1985, échappent au droit commun des universités. En 1986, le projet de loi « Devaquet » envisageait l’abrogation de la loi Savary mais est finalement retiré.
La loi du 10 août 2007 relative aux libertés et responsabilités des universités puis la loi du 22 juillet 2013 relative à l’enseignement supérieur et à la recherche ont quelque peu modifié ce dispositif, en particulier pour les universités. 
Les regroupements universitaires se sont fondus dans ce statut avec la création des communautés d’universités et établissements en 2013, puis, avec la fusion ou le regroupement expérimental de plusieurs établissements d’enseignement supérieur et de recherche qui peuvent conserver ou non leur personnalité morale. Cette expérimentation est menée pour une période maximale de dix ans à compter de décembre 2018.

### Fonctionnement

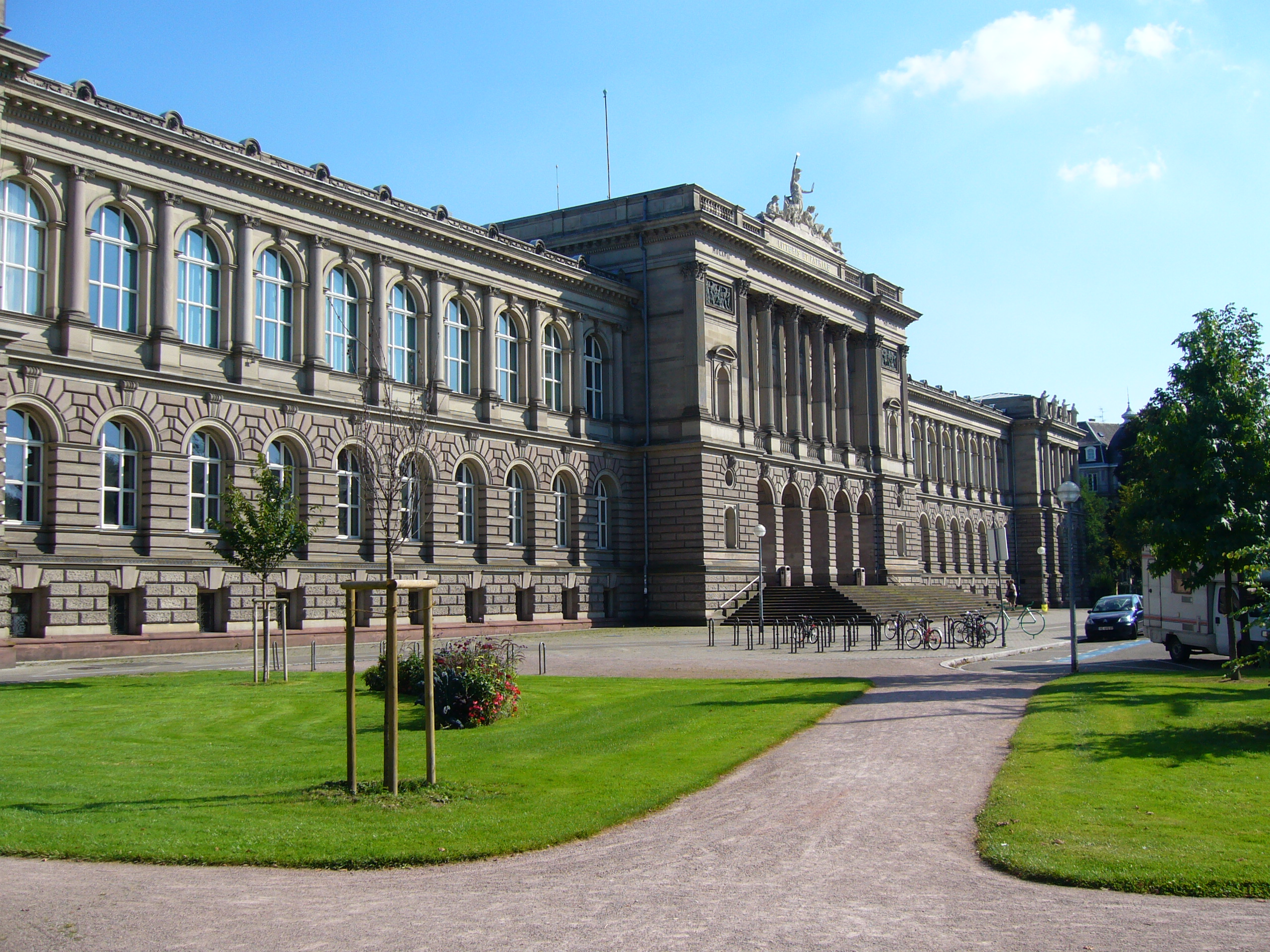
L’université de Strasbourg

Les établissements publics à caractère scientifique, culturel et professionnel sont des établissements publics assurant la recherche et l’enseignement supérieur, et jouissant de la personnalité morale et de l’autonomie pédagogique et scientifique, administrative et financière. Ils sont actuellement soumis aux dispositions du titre Ier du livre VII du code de l'éducation. 
Ces établissements sont gérés de façon démocratique avec le concours de l’ensemble du personnel, des étudiants et de personnalités extérieures. Ils définissent leurs objectifs dans un contrat pluriannuel avec l’État et sont contrôlés par le Haut Conseil de l'évaluation de la recherche et de l'enseignement supérieur.
Les EPSCP sont créés par décret et soumis à des statuts qui sont votés par les instances de l’établissement ou fixés par décret en Conseil d'État pour les écoles normales supérieures, les grands établissements et les écoles françaises à l'étranger. Lors de leur création, les EPSCP peuvent déroger à certaines dispositions pour une durée de cinq ans.
Les EPSCP sont soumis pour la plupart au contrôle de légalité, exercé de manière déconcentrée par le recteur d'académie. Dans le cas des écoles normales supérieures, des grands établissements et des écoles françaises à l’étranger, le contrôle de légalité peut être confié directement au ministre chargé de l’enseignement supérieur ou un autre ministre. Les EPSCP peuvent bénéficier de « responsabilités élargies » depuis la loi relative aux libertés et responsabilités des universités.
Ces établissements sont financés par l’État principalement par les deux modes suivants :
- une dotation générale de fonctionnement établie suivant des critères nationaux selon les besoins ;
- une attribution selon un contrat passé avec l’État (contrat d’établissement)[18].

Le régime financier des EPSCP est défini par la loi. L'article L719-9 du code de l'éducation soumet ces établissements à un contrôle financier qui s'exerce a posteriori.
Les EPSCP ont la possibilité de créer des fondations universitaires ou de se faire transférer la propriété de leur patrimoine immobilier.

## Les différents types d’EPSCP
La loi établit différents types d’EPSCP, qui sont décrits ci-dessous. 
A noter que l''étude adoptée par l’assemblée générale plénière le 15 octobre 2009 du Conseil d'Etat précise plus généralement sur les établissements publics qui ne sont pas des EPIC, sont des EPA. "L’appartenance d’un établissement public à l’une de ces « familles » d’établissements n’a aucune incidence sur le régime juridique applicable : la qualification d’établissements « économiques » des chambres consulaires n’ôte par exemple pas à ces dernières leur caractère d’établissements administratifs (TC, 18 décembre 1995, Chambre de commerce et d’industrie de Paris, R. p. 827)."

### Les universités et les instituts nationaux polytechniques

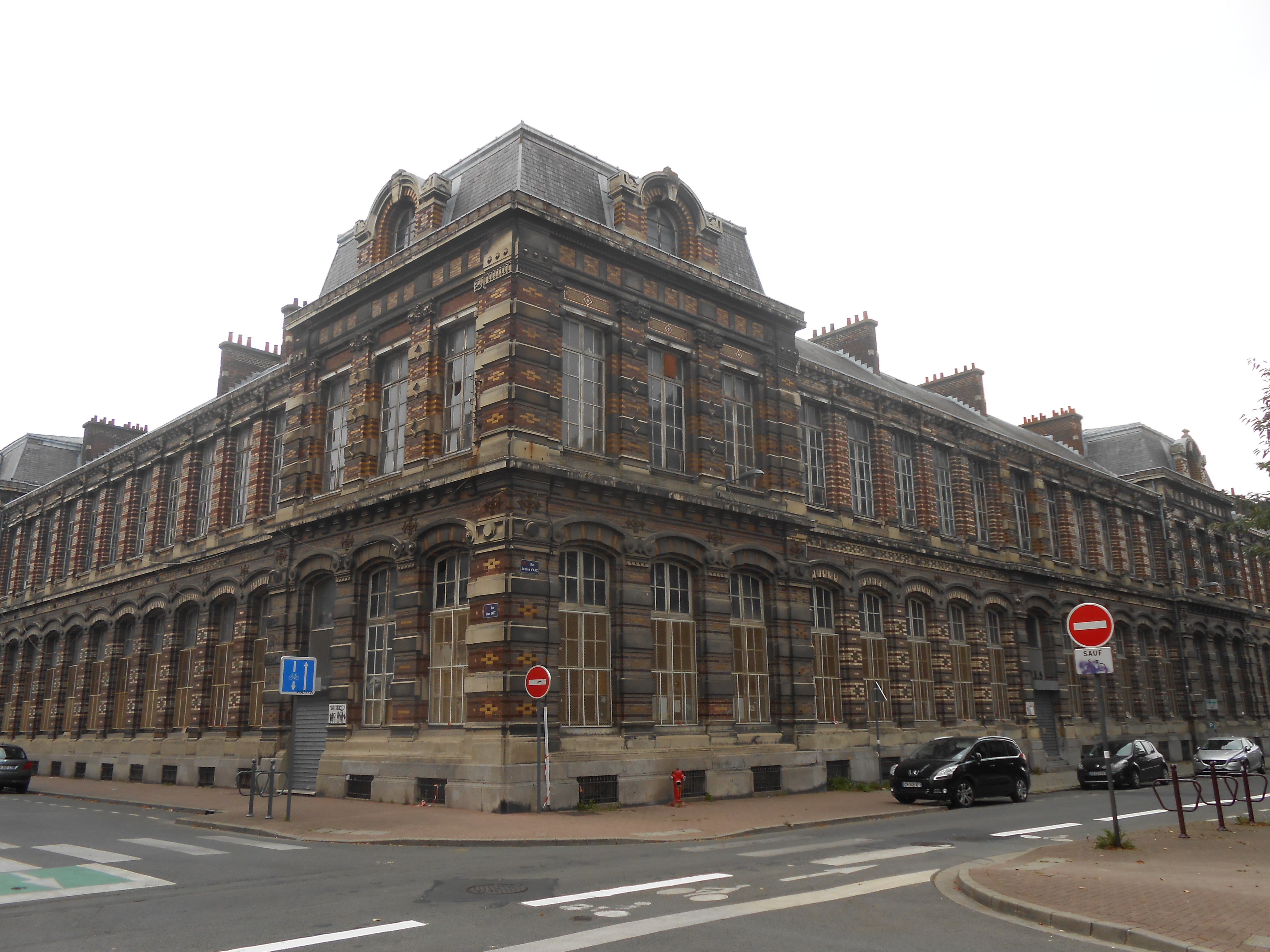
Université de Lille

Les universités et les instituts nationaux polytechniques forment des EPSCP. Ils sont dirigés par un président et administrés par un conseil d’administration. Les universités délivrent les diplômes de licence, master et doctorat et les formations de santé. Elles participent également à la recherche nationale.

### Les instituts et les écoles ne faisant pas partie des universités
Ces écoles et instituts sont dotés d’un conseil d’administration, assisté d’un conseil scientifique et d’un conseil des études et de la vie universitaire, ou d’un conseil académique. Le président du conseil d’administration est élu parmi les personnalités extérieures. Le directeur est nommé par le ministre chargé de l’Enseignement supérieur pour une durée de cinq ans. Ce statut concerne par exemple les écoles centrales (sauf CentraleSupélec un grand établissement), les instituts nationaux des sciences appliquées et les universités de technologie.

### Les grands établissements

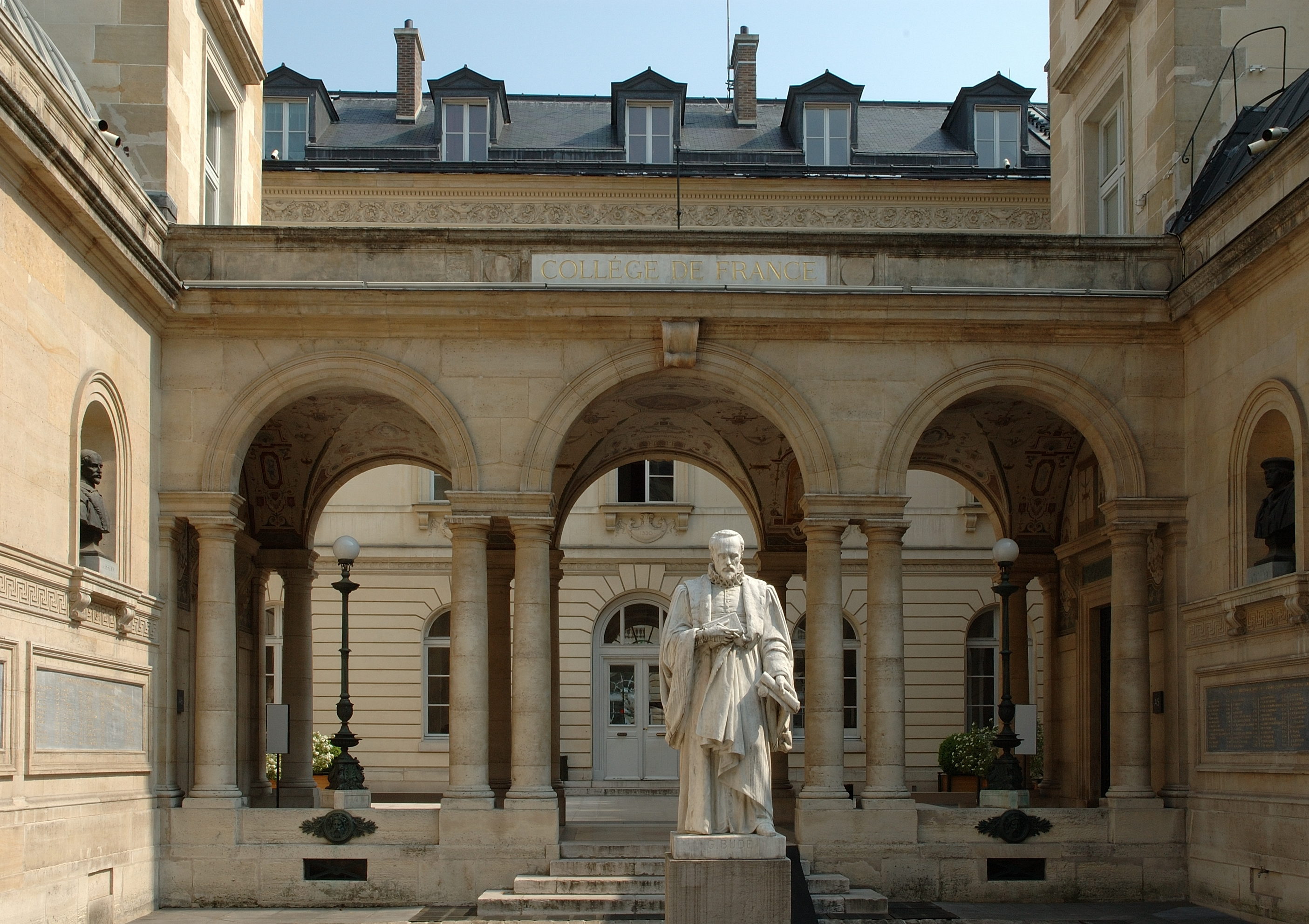
Collège de France

Le statut de grand établissement est créé par la loi Savary de 1984. Les premiers établissements qui prennent ce statut sont le Collège de France, le Conservatoire national des arts et métiers, l’École des hautes études en sciences sociales, l’École pratique des hautes études, l’Institut d’études politiques de Paris, l’observatoire de Paris, le Palais de la découverte, l’École centrale, l’Institut national des langues et civilisations orientales et l’École nationale supérieure d’Arts et métiers. En 2000, il existe quatorze grands établissements et leur nombre augmente par la suite, avec de plus la transformation d’établissements de « droit commun » en grand établissement : Université Paris-Dauphine, Institut polytechnique de Grenoble et Université de Lorraine, fusion d’universités et d’écoles d’ingénieurs. Afin de limiter le recours à ce statut, la loi relative à l'enseignement supérieur et à la recherche de 2013 limite désormais ce statut à « des établissements de fondation ancienne et présentant des spécificités liées à leur histoire », ou bien « à des établissements dont l’offre de formation ne comporte pas la délivrance de diplômes pour les trois cycles de l'enseignement supérieur ».
Les dirigeants des grands établissements sont choisis après appel public à candidatures et examen de ces candidatures, selon des modalités fixées par les statuts de l’établissement. Ces dispositions ne sont pas applicables aux établissements dont les statuts prévoient que les dirigeants sont élus ou que les fonctions de direction sont exercées par des militaires.
Une trentaine de grands établissements aux missions diverses composent ce groupe.

### Les écoles françaises à l'étranger

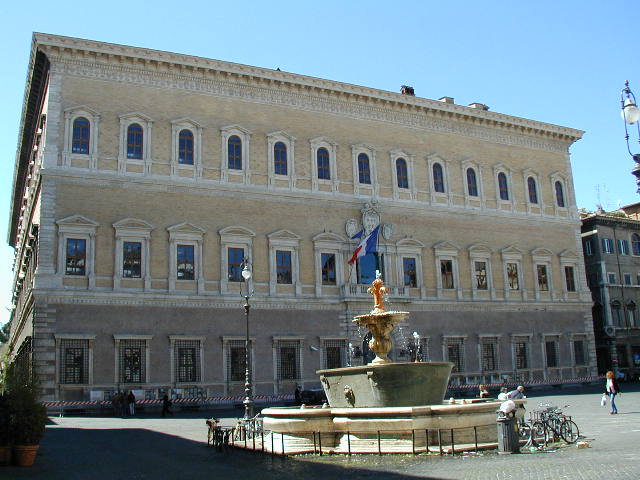
École française de Rome

Il existe cinq écoles françaises à l’étranger, qui accueillent des chercheurs travaillant sur des objets de recherche propres aux pays considérés, principalement en histoire, archéologie, linguistique. 
Ces écoles ont pour but de fournir un cadre matériel et intellectuel favorable à ces recherches, notamment par la présence de ressources documentaires en français. Certaines de ces écoles peuvent aussi assurer l’hébergement des chercheurs.

### Les écoles normales supérieures
Les quatre écoles normales supérieures sont des écoles de la fonction publique qui accueillent des élèves fonctionnaires-stagiaires sur concours. Elles délivrent des doctorats, des masters et, parfois, un diplôme propre d’établissement. Leurs élèves reçoivent une formation à la recherche par la recherche et peuvent passer l’agrégation. Les ENS sont dotées d’un conseil d’administration et d’un conseil scientifique, et ont à leur tête un directeur ou un président nommé en Conseil des ministres. 

### Les communautés d'universités et établissements
Sur un territoire donné, la communauté d'universités et établissements (ComUE) assure la coordination de l’offre de formation et les stratégies de recherche et de transfert ses membres. 

## Les autres statuts
Les établissements publics d’enseignement supérieur et de recherche qui ne sont pas EPSCP peuvent avoir un des statuts suivants :
- établissement public à caractère administratif (EPA) : ce statut concerne un certain nombre d'instituts et écoles. Ceux-ci sont relativement indépendants et peuvent aussi bénéficier de l’autonomie prévue par la loi relative aux libertés et responsabilités des universités[30]. Certains EPA peuvent être associés à un EPSCP (comme les instituts d'études politiques) ;
- les composantes d’un EPSCP : comme les écoles du Réseau Polytech ou celles d’un institut polytechnique ;
- établissement public à caractère scientifique et technologique (EPST) : il s’agit des grands organismes de recherche comme le CNRS ;
- établissement public à caractère industriel et commercial (EPIC) pour certains organismes de recherche (comme le CEA).
- Etablissements Publics Expérimentaux